# Kyffhäuserland
Kyffhäuserland település Németországban, azon belül Türingiában. Lakosainak száma 3821 fő (2023. december 31.).

## Népesség
A település népességének változása:
| Lakosok száma | 3860 | 3872 | 3866 | 3887 | 3821 |
|               | 2017 | 2019 | 2021 | 2022 | 2023 |